# 優希美青
優希美青（日语：／ Yūki Mio，1999年4月5日—），本名菅野莉奈，是日本福島縣出身的女演員。隸屬Horipro旗下。

## 經歷
2012年，當時中一13歲的優希美青參加了由大型經紀公司Horipro為發掘新人而舉辦的第37屆Horipro Talent Scout Caravan，從29512名報名者中脫穎而出，獲得大獎，參加活動時居住戶籍地在山形縣，實際出生地為福島縣南相馬市。

## 出演

### 電視劇
- 白雲階梯（2013年4月17日－6月19日，日本電視台）：飾演 田坂沙希子
- 小海女 東京篇（2013年6月24日－9月17日，NHK）：飾演 小野寺薰子[4][5]
- 我的白馬王子 純愛適齡期（ハクバノ王子サマ 純愛適齢期，2013年10月3日－12月26日，讀賣電視台）：飾演 市川琴美
- 明天媽媽不在 第3集（2014年1月29日，日本電視台）：飾演 吉田梓（吉田アズサ）
- 阿政 余市篇（2015年2月9日－3月14日，NHK）：飾演 龜山艾瑪（亀山エマ）15－18歲
- 死亡筆記（2015年7月5日－9月13日，日本電視台）：飾演  尼亞（ニア）
- 只有我不存在的城市（2017年，Netflix）：飾演 片桐愛梨
- 過早偵探（日语：探偵が早すぎる） 第6集－第8集（2018年8月23日－9月6日，讀賣電視台）：飾演 城之內早苗
- KBOYS（日语：KBOYS）（2018年10月11日－12月13日，朝日放送電視台）：飾演 谷村葵
- 相棒season17 元旦特別篇（2019年1月1日，朝日電視台）：飾演 敦盛槙
- 所以我推她（日语：だから私は推しました） 第5集－大結局（2019年8月24日－9月14日，NHK）：飾演 松田杏子
- 涅墨西斯 第6集（2021年5月16日，日本電視台）：飾演 久遠光莉
- 居酒屋新幹線 第9集 福島篇（2022年6月5日，MBS/TBS）：飾演 鴫原京子
- 尽管如此，他们还是说想结婚（2023年1月5日－2月23日，東京電視台）：饰演 淡岛琴奈
- 夫妇崩坏之时（2023年4月8日－7月1日，日本电视台）：饰演 佐仓理央
- 彩香最愛弘子前輩（2024年7月5日－8月23日，MBS）：飾演 狛井理佐
- 東京偽裝時光（2025年1月20日－3月24日，朝日放送電視台）：飾演 松田
- 用吻堵住妳的唇，不要被發現。（2025年2月4日－4月8日，讀賣電視台）：飾演 松雪透子
- 特搜9 final season 第5集（2025年5月7日，朝日電視台）：飾演 熊谷文香
- 花牌情緣－巡－（2025年7月9日－，日本電視台）：飾演 花野菫

### 電影
- 飛翔的金魚和世界的秘密（空飛ぶ金魚と世界のひみつ，2013年8月）：飾演 黑田綠（黒田みどり），主演[6]
- （2013年3月）：飾演 天野茜
- 要聽神明的話（2014年11月）：飾演 高瀨翔子[7]
- 幻想女孩（でーれーガールズ，2015年2月）：飾演 佐佐岡鮎子，主演
- 暗殺教室（2015年3月）：飾演 神崎有希子
- WALKING MAN（2019年11月10日）：飾演
- 我太受歡迎了，該怎麼辦？（2020年7月10日）：飾演 宮崎琴葉
- 十萬分之一的愛情（2020年11月27日）：飾演 橘千紘

## 出版物

### 寫真書
- Before 優希 美青（2012年11月26日、ホリプロ） ISBN 978-4904587003
- After 優希 美青（2013年3月23日、ホリプロ） ISBN 978-4904587010

## 外部連結
- 經紀公司個人介紹頁（日語）
- 官方部落格（日語）
- 優希美青的X（前Twitter）（日語）
- 優希美青的Instagram帳戶（日語）